# معبد بلاط

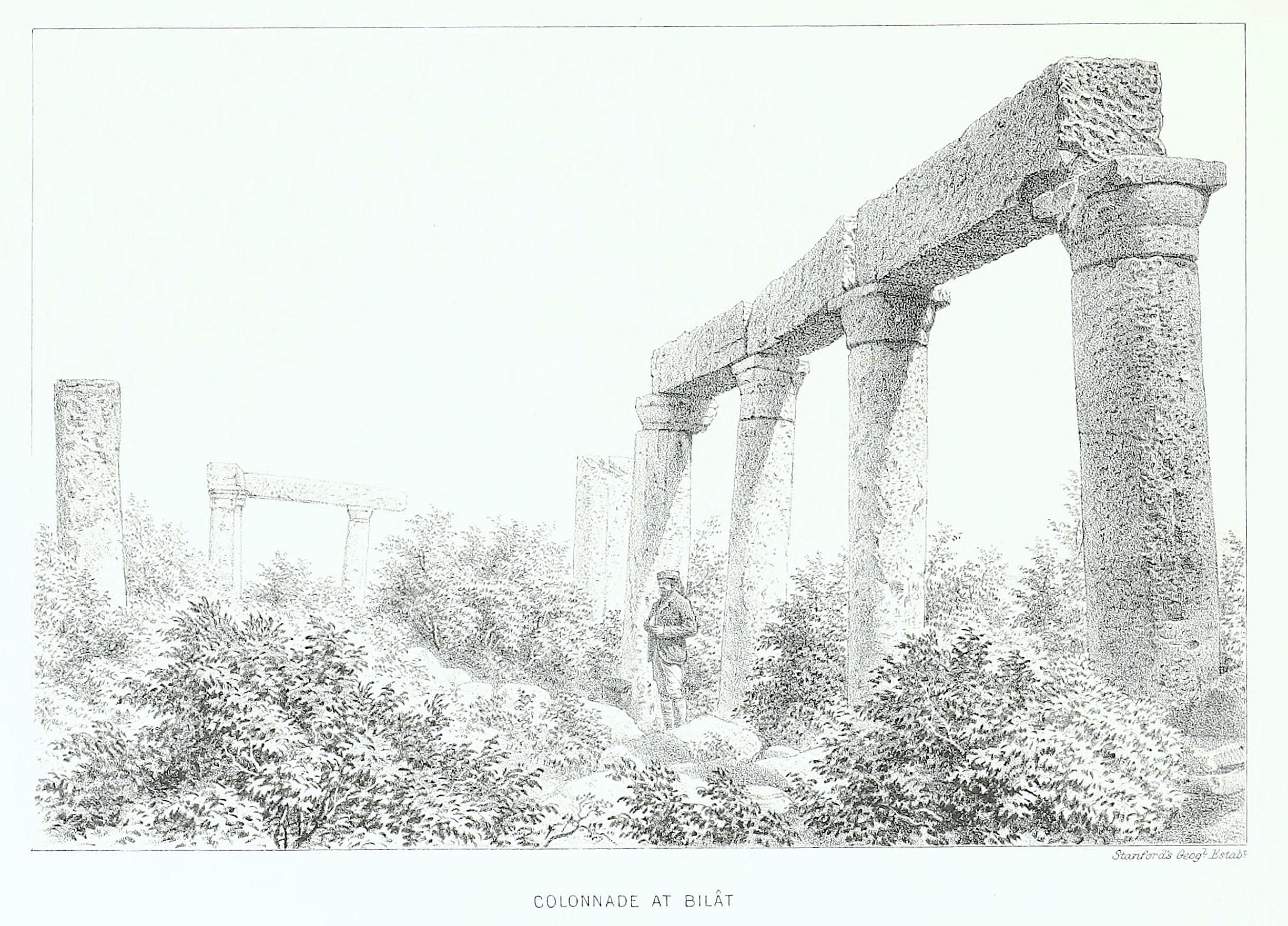
معبد بلاط في ثمانينيات القرن التاسع عشر

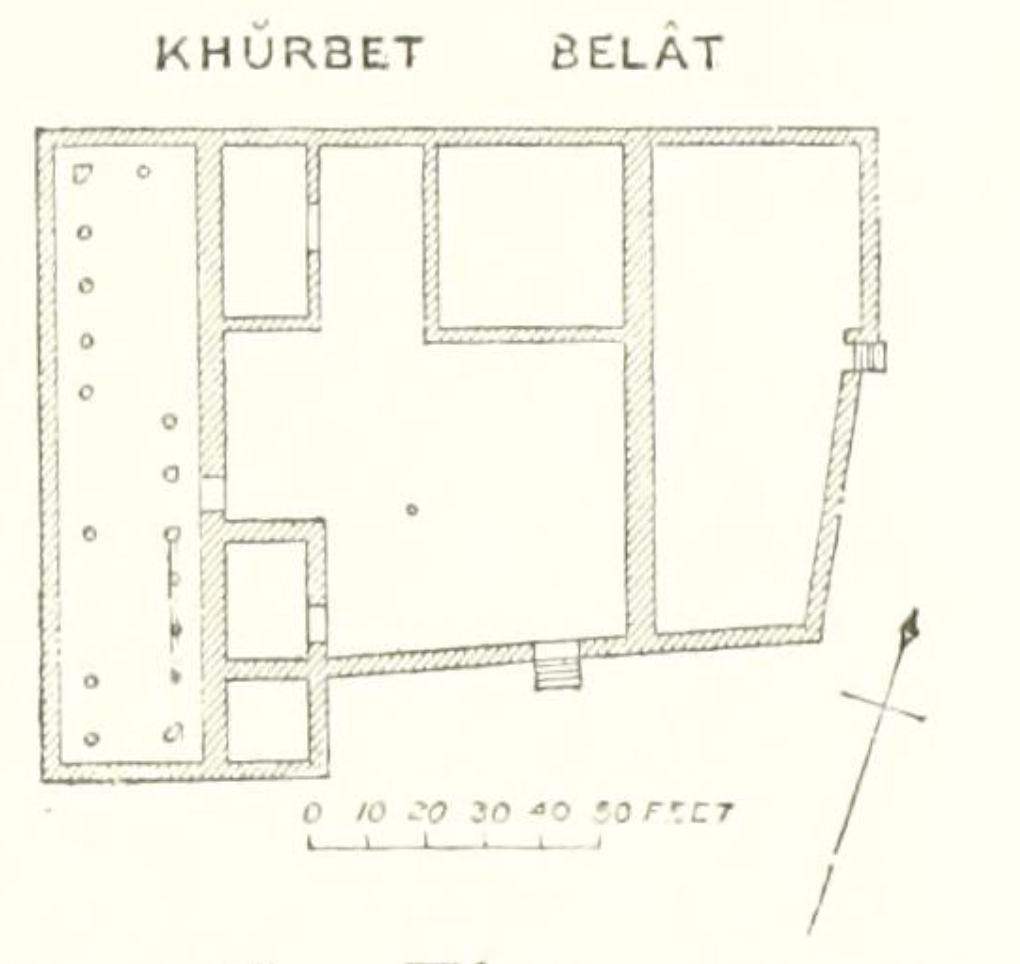
مخطط معبد جبيرة

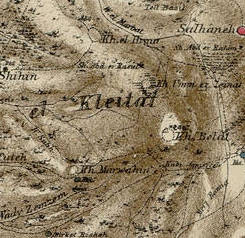
موقع المعبد في خريطة عام 1880

بلاط هو معبد مدمر مجهول الهوية في جنوب لبنان، يقع بين مروحين ورامية. وصف سمو كيتشنر موقع المعبد بأنه على قمة سلسلة من التلال الضيقة شديدة الانحدار، يصعب الوصول إليها، في هذا الجزء الأكثر وحشية من البلاد.
وقد اعتبره كتشنر وإرنست رينان أفضل مثال على "المكانة المرتفعة" في الجليل.

## وصف
توضّح أوصاف المعبد كما كانت في منتصف القرن التاسع عشر وجود بقايا 16 عمودًا، منها 10 كانت لا تزال قائمة في عام 1852، تقع أربعة أعمدة في الشرق وثلاثة في الشمال الغربي لا تزال تحتوي على أقواس ذات تيجان على الطراز الدوري. في عام 1858، عندما زار فان دي فيلدي، كانت تسعة أعمدة فقط لا تزال قائمة. في عام 1877، عندما زار سمو كيتشنر المبنى، لم يكن هناك سوى ستة أعمدة لا تزال تحمل عتبًا.
تبلغ أبعاد المعبد حوالي 27.5 مترًا في 7 أمتار (90 قدمًا × 22 قدمًا)، وتمتدّ المنصة الداعمة لمسافة 2 متر (7 قدم) خلف صف الأعمدة. يبلغ ارتفاع الأعمدة حوالي 4 أمتار (12 قدمًا) وقطرها 30 سم (1 قدم)، وتفصل بينها مسافة 2 متر (7 أقدام). بما في ذلك العتبة، كان الارتفاع الإجمالي 4.5 م (14 1/2 قدم). بني من الحجر الجيري المشترك في المنطقة.

## التفسيرات
كتب إدوارد روبنسون في رحلاته إلى المنطقة عام 1852:
المنطقة بأكملها الآن مليئة بالأعمدة المتساقطة والعتبات وما شابه. ولكن لا يبدو أنه كان هناك أي مبنى داخلي أو مروحة. لقد تآكلت الحجارة كثيرًا بفعل الطقس، وهناك مظهر من الفظاظة الكبيرة في الهندسة المعمارية. ولا يوجد منحوتة إلا الأعمدة. ولا أي أثر للنقوش. وفيه صهريج محفور وجدنا فيه ماء. وشوهدت في مكان قريب بعض آثار قرية صغيرة. وبعض الحجارة المنحوتة. ورأينا أيضًا تابوتًا واحدًا غارقًا في صخرة، له غطاء متشكل بشكل فظ. وهذا خراب فريد، ومن الصعب حسابه. ولا يوجد أي شبه بينها وبين المعابد الوثنية في لبنان ولبنان الشرقي...
كتب إرنست رينان في كتابه مهمة دي فينيسي
يمتلك ارتفاع بلاط الخراب الأكثر لفتًا للانتباه في البلاد بأكملها... جميع الحجارة، أو كلها تقريبًا، متناثرة حول التل، ويمكن للمرء تقريبًا إعادة بناء الهيكل. هذه الكتلة الخلابة من الآثار... يجب أن يتم فحصها بدقة.. من المحتمل جدًا أن يكون بلاط مخصصًا لـ ماجنا ديا كاليستيس، أو فينوس. 24)، أو على الأقل لبعض الآلهة... وأنا أميل إلى الاعتقاد بأن هذه المباني تعود إلى العصر البطلمي أو السلوقي. كان من الممكن أن تنتج الفترة الرومانية شيئًا أكثر صحة. ومع ذلك، فإن بلاط هي أفضل مثال على "المكانة العالية" التي يجب أن تظهرها البلاد.
وقد وصفها سمو كيتشنر في عام 1877 بأنها "أكثر الآثار روعة في هذا الحي". وقارنها بأعمدة كنيس كفر برعام و بتلك الموجودة في كاتدرائية صور. ووصفه بأنه "واحد من أفضل وأقدم نماذج المعبد المخصص لبعض الآلهة المعبودة في هذا "المكان المرتفع"، ويحضره عدد من الكهنة أو المندوبين الذين كانوا يقيمون في المباني المحيطة".
خلص ماسترمان إلى أنه كان معبدًا وثنيًا، والذي يرجع تاريخه إلى ما قبل وربما أثر على الهندسة المعمارية للمعابد اليهودية اللاحقة في الجليل.
اقترح دبليو إف أولبرايت في عام 1921 أن بلاط قد تكون بيت عناة الكتابية، لكنه غير رأيه لاحقًا، وحدد موقع بيت عناة في البعنة (دير البعنة).